# Saison 2019 de la WTA
Cet article traite de la saison 2019 de tennis féminin. Pour la saison masculine, voir Saison 2019 de l'ATP.
Pour un article plus général, voir 2019 en tennis.
Vainqueurs des tournois majeurs
Cette page rassemble les résultats de la saison 2019 de tennis féminin ou WTA Tour 2019 qui est constituée de 69 tournois répartis de la façon suivante :
- 65 sont organisés par la WTA :
  - les tournois WTA Premier : 4 Premier Mandatory (PREMIER*), 5 tournois Premier 5 et 12 tournois Premier ;
  - les tournois WTA International, au nombre de 31 ;
  - les tournois WTA 125, au nombre de 11 ;
  - le Masters ou WTA Tour Finals qui réunit les huit meilleures joueuses au classement WTA en fin de saison ;
  - le WTA Elite Trophy qui regroupe les joueuses non qualifiées pour le Masters, classées entre la 9e et la 20e place au classement.
- les 4 tournois du Grand Chelem.

À ces compétitions individuelles s'ajoutent 2 compétitions par équipes nationales organisées par l'ITF : la Fed Cup et la Hopman Cup (compétition mixte qui n'attribue pas de points WTA).
Bianca Andreescu, Victoria Azarenka, Ashleigh Barty, Simona Halep, Angelique Kerber, Svetlana Kuznetsova, Petra Kvitová, Garbiñe Muguruza, Naomi Osaka, Jeļena Ostapenko, Maria Sharapova, Sloane Stephens, Samantha Stosur, Caroline Wozniacki, Serena Williams et Venus Williams sont les joueuses en activité qui ont remporté un tournoi du Grand Chelem.

## Nouveautés 2019
- Organisé en 2015 et 2017 en catégorie WTA International, et rétrogradé en 2018 en catégorie WTA 125, le tournoi de Hua Hin est à nouveau programmé en catégorie International, en lieu et place du tournoi de Taipei, fin janvier.
- Le tournoi de Nanchang est déplacé de juillet à septembre. Sa place dans le calendrier est prise par le tournoi de Palerme, programmé pour la première fois depuis 2013, alors que le tournoi de Québec jusqu'alors organisé en septembre disparaît du calendrier.
- Organisé entre 2009 et 2017 en catégorie WTA International puis supprimé pour laisser place au tournoi International de Moscou, le tournoi de Båstad est reprogrammé en catégorie WTA 125.
- Justement, le tournoi International de Moscou est déplacé à Jurmala[1].
- Le tournoi de Gstaad est déplacé de Gstaad à Lausanne[2].
- Un nouveau tournoi WTA 125 est organisé en mars à Guadalajara.
- La semaine précédent l'US Open, le tournoi Premier de New Haven est remplacé par le tournoi International du Bronx.
- Le tournoi Premier de Tokyo déménage à Osaka.
- Le tournoi des championnes (Elite Trophy ou « Masters bis ») est désormais organisé la semaine précédant les Masters qui eux déménagent de Singapour à Shenzhen pour les 10 prochaines années[3].
- Le tournoi de tennis de Limoges est déplacé de novembre à décembre[4].

## Classements

### Évolution du top 10
| Rang | Évolution          | Nom   | Points |
| ---- | ------------------ | ----- | ------ |
| 1    | Simona Halep       | 6 921 |        |
| 2    | Angelique Kerber   | 5 875 |        |
| 3    | Caroline Wozniacki | 5 586 |        |
| 4    | Elina Svitolina    | 5 350 |        |
| 5    | Naomi Osaka        | 5 115 |        |
| 6    | Sloane Stephens    | 5 023 |        |
| 7    | Petra Kvitová      | 4 630 |        |
| 8    | Karolína Plíšková  | 4 465 |        |
| 9    | Kiki Bertens       | 4 335 |        |
| 10   | Daria Kasatkina    | 3 415 |        |

| Rang | Évolution            | Nom   | Points |
| ---- | -------------------- | ----- | ------ |
| 1    | Barbora Krejčíková   | 7 775 |        |
| 1    | Kateřina Siniaková   | 7 775 |        |
| 3    | Tímea Babos          | 7 765 |        |
| 3    | Kristina Mladenovic  | 7 765 |        |
| 5    | Barbora Strýcová     | 6 535 |        |
| 6    | Ekaterina Makarova   | 6 205 |        |
| 7    | Ashleigh Barty       | 6 101 |        |
| 8    | Demi Schuurs         | 5 925 |        |
| 9    | Andrea S. Hlaváčková | 5 840 |        |
| 10   | Gabriela Dabrowski   | 5 085 |        |

| Rang | Évolution       | Nom               | Points |
| ---- | --------------- | ----------------- | ------ |
| 1    | en augmentation | Ashleigh Barty    | 7 851  |
| 2    | en augmentation | Karolína Plíšková | 5 940  |
| 3    | en augmentation | Naomi Osaka       | 5 496  |
| 4    | en diminution   | Simona Halep      | 5 462  |
| 5    | en augmentation | Bianca Andreescu  | 5 133  |
| 6    | en diminution   | Elina Svitolina   | 5 075  |
| 7    | en stagnation   | Petra Kvitová     | 4 776  |
| 8    | en augmentation | Belinda Bencic    | 4 685  |
| 9    | en stagnation   | Kiki Bertens      | 4 245  |
| 10   | en augmentation | Serena Williams   | 3 935  |

| Rang | Évolution       | Nom                 | Points |
| ---- | --------------- | ------------------- | ------ |
| 1    | en augmentation | Barbora Strýcová    | 7 170  |
| 2    | en augmentation | Kristina Mladenovic | 6 990  |
| 3    | en stagnation   | Tímea Babos         | 6 965  |
| 4    | en augmentation | Hsieh Su-wei        | 6 705  |
| 5    | en augmentation | Aryna Sabalenka     | 6 655  |
| 6    | en augmentation | Elise Mertens       | 6 615  |
| 7    | en diminution   | Kateřina Siniaková  | 4 955  |
| 8    | en augmentation | Gabriela Dabrowski  | 4 950  |
| 8    | en augmentation | Xu Yifan            | 4 950  |
| 10   | en augmentation | Zhang Shuai         | 4 705  |

### Résultat des gains en tournoi
| #  | Joueuse             | Pays        | Simple       | Double      | Mixte   | Total        |
| -- | ------------------- | ----------- | ------------ | ----------- | ------- | ------------ |
| 1  | Ashleigh Barty      | Australie   | 10 874 894 $ | 426 388 $   | —       | 11 307 587 $ |
| 2  | Simona Halep        | Roumanie    | 5 911 170 $  | 43 274 $    | —       | 6 962 442 $  |
| 3  | Naomi Osaka         | Japon       | 6 388 282 $  | —           | —       | 6 788 282 $  |
| 4  | Bianca Andreescu    | Canada      | 6 495 650 $  | 8 500 $     | —       | 6 504 150 $  |
| 5  | Elina Svitolina     | Ukraine     | 5 666 340 $  | 9 995 $     | —       | 6 126 335 $  |
| 6  | Karolína Plíšková   | Tchéquie    | 4 811 145 $  | 93 642 $    | —       | 5 138 077 $  |
| 7  | Serena Williams     | États-Unis  | 4 297 685 $  | —           | 4 530 $ | 4 310 515 $  |
| 8  | Kiki Bertens        | Pays-Bas    | 3 943 536 $  | 39 490 $    | —       | 4 208 026 $  |
| 9  | Belinda Bencic      | Suisse      | 4 044 622 $  | 68 453 $    | —       | 4 113 075 $  |
| 10 | Petra Kvitová       | Tchéquie    | 3 497 935 $  | —           | —       | 3 724 430 $  |
| 11 | Aryna Sabalenka     | Biélorussie | 2 260 057 $  | 1 153 365 $ | 2 265 $ | 3 415 687 $  |
| 12 | Elise Mertens       | Belgique    | 1 644 229 $  | 1 152 171 $ | —       | 2 796 400 $  |
| 13 | Barbora Strýcová    | Tchéquie    | 1 169 901 $  | 1 091 491 $ | —       | 2 261 392 $  |
| 14 | Johanna Konta       | Royaume-Uni | 2 172 125 $  | 1 820 $     | —       | 2 173 945 $  |
| 15 | Angelique Kerber    | Allemagne   | 1 535 356 $  | 2 460 $     | —       | 2 137 816 $  |
| 16 | Markéta Vondroušová | Tchéquie    | 1 983 530 $  | 78 695 $    | —       | 2 091 225 $  |

Source : Classement des gains en tournoi sur le site officiel de la WTA.

## Palmarès
| Grand Chelem              |
| WTA Finals                |
| WTA Elite Trophy          |
| Tournoi WTA Premier       |
| Tournoi WTA International |
| Tournoi WTA 125           |

### Simple
| No | Date       | Nom et lieu du tournoi                                | Catégorie    | Dotation         | Surface         | Vainqueure            | Finaliste                 | Score           | [ 8 ]   |
| -- | ---------- | ----------------------------------------------------- | ------------ | ---------------- | --------------- | --------------------- | ------------------------- | --------------- | ------- |
| 1  | 30/12/2018 | Shenzhen Open, Shenzhen                               | Intern'l     | 626 750 $        | Dur (ext.)      | Aryna Sabalenka       | Alison Riske              | 4-6, 7-62, 6-3  | Tableau |
| 2  | 31/12/2018 | Brisbane International, Brisbane                      | Premier      | 899 500 $        | Dur (ext.)      | Karolína Plíšková     | Lesia Tsurenko            | 4-6, 7-5, 6-2   | Tableau |
| 3  | 31/12/2018 | ASB Classic, Auckland                                 | Intern'l     | 226 750 $        | Dur (ext.)      | Julia Görges          | Bianca Andreescu          | 2-6, 7-5, 6-1   | Tableau |
| 4  | 07/01/2019 | Sydney International, Sydney                          | Premier      | 757 900 $        | Dur (ext.)      | Petra Kvitová         | Ashleigh Barty            | 1-6, 7-5, 7-63  | Tableau |
| 5  | 07/01/2019 | Hobart International, Hobart                          | Intern'l     | 226 750 $        | Dur (ext.)      | Sofia Kenin           | Anna Karolína Schmiedlová | 6-3, 6-0        | Tableau |
| 6  | 14/01/2019 | Australian Open, Melbourne                            | G. Chelem    | 28 814 100 AU$ $ | Dur (ext.)      | Naomi Osaka           | Petra Kvitová             | 7-62, 5-7, 6-4  | Tableau |
| 7  | 21/01/2019 | Oracle Challenger Series, Newport Beach               | WTA 125      | 150 000 $        | Dur (ext.)      | Bianca Andreescu      | Jessica Pegula            | 0-6, 6-4, 6-2   | Tableau |
| 8  | 28/01/2019 | St. Petersburg Ladies Trophy, Saint-Pétersbourg       | Premier      | 757 900 $        | Dur (int.)      | Kiki Bertens          | Donna Vekić               | 7-62, 6-4       | Tableau |
| 9  | 28/01/2019 | Toyota Thailand Open presented by E@, Hua Hin         | Intern'l     | 226 750 $        | Dur (ext.)      | Dayana Yastremska     | Ajla Tomljanović          | 6-2, 2-6, 7-63  | Tableau |
| 10 | 11/02/2019 | Qatar Total Open 2019, Doha                           | Premier      | 851 031 $        | Dur (ext.)      | Elise Mertens         | Simona Halep              | 3-6, 6-4, 6-3   | Tableau |
| 11 | 17/02/2019 | Dubaï Duty Free Tennis Championships, Dubaï           | Premier 5    | 2 527 250 $      | Dur (ext.)      | Belinda Bencic        | Petra Kvitová             | 6-3, 1-6, 6-2   | Tableau |
| 12 | 18/02/2019 | Hungarian Ladies Open, Budapest                       | Intern'l     | 226 750 $        | Dur (int.)      | Alison Van Uytvanck   | Markéta Vondroušová       | 1-6, 7-5, 6-2   | Tableau |
| 13 | 25/02/2019 | Abierto Mexicano TELCEL presantado por HSBC, Acapulco | Intern'l     | 226 750 $        | Dur (ext.)      | Wang Yafan            | Sofia Kenin               | 2-6, 6-3, 7-5   | Tableau |
| 14 | 25/02/2019 | Oracle Challenger Series, Indian Wells                | WTA 125      | 150 000 $        | Dur (ext.)      | Viktorija Golubic     | Jennifer Brady            | 3-6, 7-5, 6-3   | Tableau |
| 15 | 06/03/2019 | BNP Paribas Open, Indian Wells                        | PREMIER*     | 8 359 455 $      | Dur (ext.)      | Bianca Andreescu      | Angelique Kerber          | 6-4, 3-6, 6-4   | Tableau |
| 16 | 11/03/2019 | Abierto Zapopan, Zapopan                              | WTA 125      | 115 000 $        | Dur (ext.)      | Veronika Kudermetova  | Marie Bouzková            | 6-2, 6-0        | Tableau |
| 17 | 19/03/2019 | Miami Open presented by Itaú, Miami                   | PREMIER*     | 8 359 455 $      | Dur (ext.)      | Ashleigh Barty        | Karolína Plíšková         | 7-61, 6-3       | Tableau |
| 18 | 01/04/2019 | Volvo Car Open, Charleston                            | Premier      | 757 900 $        | Terre (ext.)    | Madison Keys          | Caroline Wozniacki        | 7-65, 6-3       | Tableau |
| 19 | 01/04/2019 | Abierto GNP Seguros, Monterrey                        | Intern'l     | 226 750 $        | Dur (ext.)      | Garbiñe Muguruza      | Victoria Azarenka         | 6-3, 3-1 ab.    | Tableau |
| 20 | 08/04/2019 | Samsung Open presented by Cornèr, Lugano              | Intern'l     | 226 750 $        | Terre (ext.)    | Polona Hercog         | Iga Świątek               | 6-3, 3-6, 6-3   | Tableau |
| 21 | 08/04/2019 | Claro Open Colsanitas, Bogota                         | Intern'l     | 226 750 $        | Terre (ext.)    | Amanda Anisimova      | Astra Sharma              | 4-6, 6-4, 6-1   | Tableau |
| 22 | 22/04/2019 | Porsche Tennis Grand Prix, Stuttgart                  | Premier      | 820 977 $        | Terre (int.)    | Petra Kvitová         | Anett Kontaveit           | 6-3, 7-62       | Tableau |
| 23 | 22/04/2019 | TEB BNP Paribas Istanbul Cup, Istanbul                | Intern'l     | 226 750 $        | Terre (ext.)    | Petra Martić          | Markéta Vondroušová       | 1-6, 6-4, 6-1   | Tableau |
| 24 | 22/04/2019 | Kunming Open, Anning                                  | WTA 125      | 115 000 $        | Terre (ext.)    | Zheng Saisai          | Zhang Shuai               | 6-4, 6-1        | Tableau |
| 25 | 29/04/2019 | J&T Banka Prague Open, Prague                         | Intern'l     | 226 750 $        | Terre (ext.)    | Jil Teichmann         | Karolína Muchová          | 7-55, 3-6, 6-4  | Tableau |
| 26 | 29/04/2019 | Grand Prix De SAR La Princesse Lalla Meryem, Rabat    | Intern'l     | 226 750 $        | Terre (ext.)    | María Sákkari         | Johanna Konta             | 2-6, 6-4, 6-1   | Tableau |
| 27 | 04/05/2019 | Mutua Madrid Open, Madrid                             | PREMIER*     | 6 536 160 € $    | Terre (ext.)    | Kiki Bertens          | Simona Halep              | 6-4, 6-4        | Tableau |
| 28 | 13/05/2019 | Internazionali BNL d'Italia, Rome                     | Premier 5    | 3 151 788 € $    | Terre (ext.)    | Karolína Plíšková     | Johanna Konta             | 6-3, 6-4        | Tableau |
| 29 | 19/05/2019 | Nürnberger Versicherungscup 2019, Nuremberg           | Intern'l     | 226 750 $        | Terre (ext.)    | Yulia Putintseva      | Tamara Zidanšek           | 4-6, 6-4, 6-2   | Tableau |
| 30 | 19/05/2019 | Internationaux de Strasbourg, Strasbourg              | Intern'l     | 226 750 € $      | Terre (ext.)    | Dayana Yastremska     | Caroline Garcia           | 6-4, 5-7, 7-63  | Tableau |
| 31 | 26/05/2019 | Roland-Garros, Paris                                  | G. Chelem    | 23 029 029 € $   | Terre (ext.)    | Ashleigh Barty        | Markéta Vondroušová       | 6-1, 6-3        | Tableau |
| 32 | 04/06/2019 | Croatia Bol Open, Bol                                 | WTA 125      | 115 000 $        | Terre (ext.)    | Tamara Zidanšek       | Sara Sorribes Tormo       | 7-5, 7-5        | Tableau |
| 33 | 10/06/2019 | Nature Valley Open, Nottingham                        | Intern'l     | 226 750 $        | Gazon (ext.)    | Caroline Garcia       | Donna Vekić               | 2-6, 7-64, 7-64 | Tableau |
| 34 | 10/06/2019 | Libéma Open, Bois-le-Duc                              | Intern'l     | 226 750 € $      | Gazon (ext.)    | Alison Riske          | Kiki Bertens              | 0-6, 7-63, 7-5  | Tableau |
| 35 | 17/06/2019 | Nature Valley Classic, Birmingham                     | Premier      | 941 163 $        | Gazon (ext.)    | Ashleigh Barty        | Julia Görges              | 6-3, 7-5        | Tableau |
| 36 | 17/06/2019 | Mallorca Open, Calvià                                 | Intern'l     | 226 750 € $      | Gazon (ext.)    | Sofia Kenin           | Belinda Bencic            | 62-7, 7-65, 6-4 | Tableau |
| 37 | 23/06/2019 | Nature Valley International, Eastbourne               | Premier      | 933 612 $        | Gazon (ext.)    | Karolína Plíšková     | Angelique Kerber          | 6-1, 6-4        | Tableau |
| 38 | 01/07/2019 | The Championships, Wimbledon                          | G. Chelem    | 22 876 979 £ $   | Gazon (ext.)    | Simona Halep          | Serena Williams           | 6-2, 6-2        | Tableau |
| 39 | 08/07/2019 | Swedish Open, Båstad                                  | WTA 125      | 115 000 $        | Terre (ext.)    | Misaki Doi            | Danka Kovinić             | 6-4, 6-4        | Tableau |
| 40 | 15/07/2019 | Bucharest Open, Bucarest                              | Intern'l     | 226 750 $        | Terre (ext.)    | Elena Rybakina        | Patricia Maria Țig        | 6-2, 6-0        | Tableau |
| 41 | 15/07/2019 | Ladies Championships Lausanne, Lausanne               | Intern'l     | 226 750 $        | Terre (ext.)    | Fiona Ferro           | Alizé Cornet              | 6-1, 2-6, 6-1   | Tableau |
| 42 | 22/07/2019 | Baltic Open, Jurmala                                  | Intern'l     | 226 750 € $      | Terre (ext.)    | Anastasija Sevastova  | Katarzyna Kawa            | 3-6, 7-5, 6-4   | Tableau |
| 43 | 22/07/2019 | 30° Palermo Ladies Open, Palerme                      | Intern'l     | 226 750 € $      | Terre (ext.)    | Jil Teichmann         | Kiki Bertens              | 7-63, 6-2       | Tableau |
| 44 | 29/07/2019 | Mubadala Silicon Valley Classic, San José             | Premier      | 811 083 $        | Dur (ext.)      | Zheng Saisai          | Aryna Sabalenka           | 6-2, 7-63       | Tableau |
| 45 | 29/07/2019 | Citi Open, Washington D.C.                            | Intern'l     | 226 750 $        | Dur (ext.)      | Jessica Pegula        | Camila Giorgi             | 6-2, 6-2        | Tableau |
| 46 | 29/07/2019 | Liqui Moly Open Karlsruhe, Karlsruhe                  | WTA 125      | 115 000 $        | Terre (ext.)    | Patricia Maria Țig    | Alison Van Uytvanck       | 3-6, 6-1, 6-2   | Tableau |
| 47 | 05/08/2019 | Rogers Cup presented by National Bank, Toronto        | Premier 5    | 2 529 250 $      | Dur (ext.)      | Bianca Andreescu      | Serena Williams           | 3-1 ab.         | Tableau |
| 48 | 12/08/2019 | Western & Southern Open, Cincinnati                   | Premier 5    | 2 643 736 $      | Dur (ext.)      | Madison Keys          | Svetlana Kuznetsova       | 7-5, 7-65       | Tableau |
| 49 | 19/08/2019 | Bronx Open, Bronx                                     | Intern'l     | 226 750 $        | Dur (ext.)      | Magda Linette         | Camila Giorgi             | 5-7, 7-5, 6-4   | Tableau |
| 50 | 26/08/2019 | US Open, Flushing Meadows                             | G. Chelem    | 42 860 000 $     | Dur (ext.)      | Bianca Andreescu      | Serena Williams           | 6-3,7-5         | Tableau |
| 51 | 02/09/2019 | Oracle Challenger Series, New Haven                   | WTA 125      | 150 000 $        | Dur (ext.)      | Anna Blinkova         | Usue Maitane Arconada     | 6-4, 6-2        | Tableau |
| 52 | 09/09/2019 | Hana-cupid Japan Women's Open, Hiroshima              | Intern'l     | 226 750 $        | Dur (ext.)      | Nao Hibino            | Misaki Doi                | 6-3, 6-2        | Tableau |
| 53 | 09/09/2019 | Jiangxi Open, Nanchang                                | Intern'l     | 226 750 $        | Dur (ext.)      | Rebecca Peterson      | Elena Rybakina            | 6-2, 6-0        | Tableau |
| 54 | 09/09/2019 | ICBC Credit Card Zhengzhou Open, Zhengzhou            | Premier      | 934 900 $        | Dur (ext.)      | Karolína Plíšková     | Petra Martić              | 6-3, 6-2        | Tableau |
| 55 | 16/09/2019 | Toray Pan Pacific Open, Osaka                         | Premier      | 757 900 $        | Dur (ext.)      | Naomi Osaka           | Anastasia Pavlyuchenkova  | 6-2, 6-3        | Tableau |
| 56 | 16/09/2019 | Guangzhou International Women's Open, Guangzhou       | Intern'l     | 226 750 $        | Dur (ext.)      | Sofia Kenin           | Samantha Stosur           | 64-7, 6-4, 6-2  | Tableau |
| 57 | 16/09/2019 | KEB Hana Bank Korea Open, Séoul                       | Intern'l     | 226 750 $        | Dur (ext.)      | Karolína Muchová      | Magda Linette             | 6-1, 6-1        | Tableau |
| 58 | 22/09/2019 | Dongfeng Motor Wuhan Open, Wuhan                      | Premier 5    | 2 527 250 $      | Dur (ext.)      | Aryna Sabalenka       | Alison Riske              | 6-3, 3-6, 6-1   | Tableau |
| 59 | 23/09/2019 | Tashkent Open, Tachkent                               | Intern'l     | 226 750 $        | Dur (ext.)      | Alison Van Uytvanck   | Sorana Cirstea            | 6-2, 4-6, 6-4   | Tableau |
| 60 | 28/09/2019 | China Open, Pékin                                     | PREMIER*     | 7 430 905 $      | Dur (ext.)      | Naomi Osaka           | Ashleigh Barty            | 3-6, 6-3, 6-2   | Tableau |
| 61 | 07/10/2019 | Upper Austria Ladies Linz, Linz                       | Intern'l     | 226 750 $        | Dur (int.)      | Cori Gauff            | Jeļena Ostapenko          | 6-3, 1-6, 6-2   | Tableau |
| 62 | 07/10/2019 | Tianjin Open, Tianjin                                 | Intern'l     | 426 750 $        | Dur (ext.)      | Rebecca Peterson      | Heather Watson            | 6-4, 6-4        | Tableau |
| 63 | 14/10/2019 | VTB Kremlin Cup, Moscou                               | Premier      | 966 900 $        | Dur (int.)      | Belinda Bencic        | Anastasia Pavlyuchenkova  | 3-6, 6-1, 6-1   | Tableau |
| 64 | 14/10/2019 | BGL BNP Paribas Luxembourg Open, Luxembourg           | Intern'l     | 226 750 $        | Dur (int.)      | Jeļena Ostapenko      | Julia Görges              | 6-4, 6-1        | Tableau |
| 65 | 22/10/2019 | Hengqin Life WTA Elite Trophy, Zhuhai                 | Elite Trophy | 2 419 844 $      | Dur (int.)      | Aryna Sabalenka       | Kiki Bertens              | 6-4, 6-2        | Tableau |
| 66 | 27/10/2019 | Shiseido WTA Finals Shenzhen, Shenzhen                | Masters      | 14 000 000 $     | Dur (int.)      | Ashleigh Barty        | Elina Svitolina           | 6-4, 6-3        | Tableau |
| 67 | 11/11/2019 | Taipei OEC Open, Taipei                               | WTA 125      | 115 000 $        | Moquette (int.) | Vitalia Diatchenko    | Tímea Babos               | 6-3, 6-2        | Tableau |
| 68 | 11/11/2019 | Oracle Challenger Series, Houston                     | WTA 125      | 150 000 $        | Dur (ext.)      | Kirsten Flipkens      | Coco Vandeweghe           | 7-64, 6-4       | Tableau |
| 69 | 16/12/2019 | Open BLS de Limoges, Limoges                          | WTA 125      | 115 000 $        | Dur (int.)      | Ekaterina Alexandrova | Aliaksandra Sasnovich     | 6-1, 6-3        | Tableau |

### Double
| No | Date       | Nom et lieu du tournoi                               | Catégorie    | Dotation         | Surface         | Vainqueures                               | Finalistes                                 | Score             | [ 8 ]   |
| -- | ---------- | ---------------------------------------------------- | ------------ | ---------------- | --------------- | ----------------------------------------- | ------------------------------------------ | ----------------- | ------- |
| 1  | 30/12/2018 | Shenzhen Open Shenzhen                               | Intern'l     | 626 750 $        | Dur (ext.)      | Peng Shuai Yang Zhaoxuan                  | Duan Ying-Ying Renata Voráčová             | 6-4, 6-3          | Tableau |
| 2  | 31/12/2018 | Brisbane International Brisbane                      | Premier      | 899 500 $        | Dur (ext.)      | Nicole Melichar Květa Peschke             | Chan Hao-ching Latisha Chan                | 6-1, 6-1          | Tableau |
| 3  | 31/12/2018 | ASB Classic Auckland                                 | Intern'l     | 226 750 $        | Dur (ext.)      | Eugenie Bouchard Sofia Kenin              | Paige Mary Hourigan Taylor Townsend        | 1-6, 6-1, [10-7]  | Tableau |
| 4  | 07/01/2019 | Sydney International Sydney                          | Premier      | 757 900 $        | Dur (ext.)      | Aleksandra Krunić Kateřina Siniaková      | Eri Hozumi Alicja Rosolska                 | 6-1, 7-63         | Tableau |
| 5  | 07/01/2019 | Hobart International Hobart                          | Intern'l     | 226 750 $        | Dur (ext.)      | Chan Hao-ching Latisha Chan               | Kirsten Flipkens Johanna Larsson           | 6-3, 3-6, [10-6]  | Tableau |
| 6  | 14/01/2019 | Australian Open Melbourne                            | G. Chelem    | 28 814 100 AU$ $ | Dur (ext.)      | Samantha Stosur Zhang Shuai               | Tímea Babos Kristina Mladenovic            | 6-3, 6-4          | Tableau |
| 7  | 21/01/2019 | Oracle Challenger Series Newport Beach               | WTA 125      | 150 000 $        | Dur (ext.)      | Hayley Carter Ena Shibahara               | Taylor Townsend Yanina Wickmayer           | 6-3, 7-61         | Tableau |
| 8  | 28/01/2019 | St. Petersburg Ladies Trophy Saint-Pétersbourg       | Premier      | 757 900 $        | Dur (int.)      | Margarita Gasparyan Ekaterina Makarova    | Anna Kalinskaya Viktória Kužmová           | 7-5, 7-5          | Tableau |
| 9  | 28/01/2019 | Toyota Thailand Open presented by E@ Hua Hin         | Intern'l     | 226 750 $        | Dur (ext.)      | Irina-Camelia Begu Monica Niculescu       | Anna Blinkova Wang Yafan                   | 2-6, 6-1, [12-10] | Tableau |
| 10 | 11/02/2019 | Qatar Total Open 2019 Doha                           | Premier      | 851 031 $        | Dur (ext.)      | Chan Hao-ching Latisha Chan               | Anna-Lena Grönefeld Demi Schuurs           | 6-1, 3-6, [10-6]  | Tableau |
| 11 | 17/02/2019 | Dubaï Duty Free Tennis Championships Dubaï           | Premier 5    | 2 527 250 $      | Dur (ext.)      | Hsieh Su-wei Barbora Strýcová             | Lucie Hradecká Ekaterina Makarova          | 6-4, 6-4          | Tableau |
| 12 | 18/02/2019 | Hungarian Ladies Open Budapest                       | Intern'l     | 226 750 $        | Dur (int.)      | Ekaterina Alexandrova Vera Zvonareva      | Fanny Stollár Heather Watson               | 6-4, 4-6, [10-7]  | Tableau |
| 13 | 25/02/2019 | Abierto Mexicano TELCEL presantado por HSBC Acapulco | Intern'l     | 226 750 $        | Dur (ext.)      | Victoria Azarenka Zheng Saisai            | Desirae Krawczyk Giuliana Olmos            | 6-1, 6-2          | Tableau |
| 14 | 25/02/2019 | Oracle Challenger Series Indian Wells                | WTA 125      | 150 000 $        | Dur (ext.)      | Kristýna Plíšková Evgeniya Rodina         | Taylor Townsend Yanina Wickmayer           | 7-67, 6-4         | Tableau |
| 15 | 06/03/2019 | BNP Paribas Open Indian Wells                        | PREMIER*     | 8 359 455 $      | Dur (ext.)      | Elise Mertens Aryna Sabalenka             | Barbora Krejčíková Kateřina Siniaková      | 6-3, 6-2          | Tableau |
| 16 | 11/03/2019 | Abierto Zapopan Zapopan                              | WTA 125      | 115 000 $        | Dur (ext.)      | Maria Sanchez Fanny Stollár               | Cornelia Lister Renata Voráčová            | 7-5, 6-1          | Tableau |
| 17 | 19/03/2019 | Miami Open presented by Itaú Miami                   | PREMIER*     | 8 359 455 $      | Dur (ext.)      | Elise Mertens Aryna Sabalenka             | Samantha Stosur Zhang Shuai                | 7-65, 6-2         | Tableau |
| 18 | 01/04/2019 | Volvo Car Open Charleston                            | Premier      | 757 900 $        | Terre (ext.)    | Anna-Lena Grönefeld Alicja Rosolska       | Irina Khromacheva Veronika Kudermetova     | 7-67, 6-2         | Tableau |
| 19 | 01/04/2019 | Abierto GNP Seguros Monterrey                        | Intern'l     | 226 750 $        | Dur (ext.)      | Asia Muhammad Maria Sanchez               | Monique Adamczak Jessica Moore             | 7-62, 6-4         | Tableau |
| 20 | 08/04/2019 | Samsung Open presented by Cornèr Lugano              | Intern'l     | 226 750 $        | Terre (ext.)    | Sorana Cîrstea Andreea Mitu               | Veronika Kudermetova Galina Voskoboeva     | 1-6, 6-2, [10-8]  | Tableau |
| 21 | 08/04/2019 | Claro Open Colsanitas Bogota                         | Intern'l     | 226 750 $        | Terre (ext.)    | Zoe Hives Astra Sharma                    | Hayley Carter Ena Shibahara                | 6-1, 6-2          | Tableau |
| 22 | 22/04/2019 | Porsche Tennis Grand Prix Stuttgart                  | Premier      | 820 977 $        | Terre (int.)    | Mona Barthel Anna-Lena Friedsam           | A. Pavlyuchenkova Lucie Šafářová           | 2-6, 6-3, [10-6]  | Tableau |
| 23 | 22/04/2019 | TEB BNP Paribas Istanbul Cup Istanbul                | Intern'l     | 226 750 $        | Terre (ext.)    | Tímea Babos Kristina Mladenovic           | Alexa Guarachi Sabrina Santamaria          | 6-1, 6-0          | Tableau |
| 24 | 22/04/2019 | Kunming Open Anning                                  | WTA 125      | 115 000 $        | Terre (ext.)    | Peng Shuai Yang Zhaoxuan                  | Duan Ying-Ying Han Xinyun                  | 7-5, 6-2          | Tableau |
| 25 | 29/04/2019 | J&T Banka Prague Open Prague                         | Intern'l     | 226 750 $        | Terre (ext.)    | Anna Kalinskaya Viktória Kužmová          | Nicole Melichar Květa Peschke              | 4-6, 7-5, [10-7]  | Tableau |
| 26 | 29/04/2019 | Grand Prix De SAR La Princesse Lalla Meryem Rabat    | Intern'l     | 226 750 $        | Terre (ext.)    | María José Sánchez Sara Sorribes Tormo    | Georgina García Pérez Oksana Kalashnikova  | 7-5, 6-1          | Tableau |
| 27 | 04/05/2019 | Mutua Madrid Open Madrid                             | PREMIER*     | 6 536 160 € $    | Terre (ext.)    | Hsieh Su-wei Barbora Strýcová             | Gabriela Dabrowski Xu Yifan                | 6-3, 6-1          | Tableau |
| 28 | 13/05/2019 | Internazionali BNL d'Italia Rome                     | Premier 5    | 3 151 788 € $    | Terre (ext.)    | Victoria Azarenka Ashleigh Barty          | Anna-Lena Grönefeld Demi Schuurs           | 4-6, 6-0, [10-3]  | Tableau |
| 29 | 19/05/2019 | Nürnberger Versicherungscup 2019 Nuremberg           | Intern'l     | 226 750 $        | Terre (ext.)    | Gabriela Dabrowski Xu Yifan               | Sharon Fichman Nicole Melichar             | 4-6, 7-65, [10-5] | Tableau |
| 30 | 19/05/2019 | Internationaux de Strasbourg Strasbourg              | Intern'l     | 226 750 € $      | Terre (ext.)    | Daria Gavrilova Ellen Perez               | Duan Ying-Ying Han Xinyun                  | 6-4, 6-3          | Tableau |
| 31 | 26/05/2019 | Roland-Garros Paris                                  | G. Chelem    | 23 029 029 € $   | Terre (ext.)    | Tímea Babos Kristina Mladenovic           | Duan Ying-Ying Zheng Saisai                | 6-2, 6-3          | Tableau |
| 32 | 04/06/2019 | Croatia Bol Open Bol                                 | WTA 125      | 115 000 $        | Terre (ext.)    | Timea Bacsinszky Mandy Minella            | Cornelia Lister Renata Voráčová            | 0-6, 7-63, [10-4] | Tableau |
| 33 | 10/06/2019 | Nature Valley Open Nottingham                        | Intern'l     | 226 750 $        | Gazon (ext.)    | Desirae Krawczyk Giuliana Olmos           | Ellen Perez Arina Rodionova                | 7-65, 7-5         | Tableau |
| 34 | 10/06/2019 | Libéma Open Bois-le-Duc                              | Intern'l     | 226 750 € $      | Gazon (ext.)    | Shuko Aoyama Aleksandra Krunić            | Lesley Kerkhove Bibiane Schoofs            | 7-5, 6-3          | Tableau |
| 35 | 17/06/2019 | Nature Valley Classic Birmingham                     | Premier      | 941 163 $        | Gazon (ext.)    | Hsieh Su-wei Barbora Strýcová             | Anna-Lena Grönefeld Demi Schuurs           | 6-4, 64-7, [10-8] | Tableau |
| 36 | 17/06/2019 | Mallorca Open Calvià                                 | Intern'l     | 226 750 € $      | Gazon (ext.)    | Kirsten Flipkens Johanna Larsson          | M. J. Martínez Sánchez Sara Sorribes Tormo | 6-2, 6-4          | Tableau |
| 37 | 23/06/2019 | Nature Valley International Eastbourne               | Premier      | 933 612 $        | Gazon (ext.)    | Chan Hao-Ching Latisha Chan               | Kirsten Flipkens Bethanie Mattek-Sands     | 2-6, 6-3, [10-6]  | Tableau |
| 38 | 01/07/2019 | The Championships Wimbledon                          | G. Chelem    | 22 876 979 £ $   | Gazon (ext.)    | Hsieh Su-wei Barbora Strýcová             | Gabriela Dabrowski Xu Yifan                | 6-2, 6-4          | Tableau |
| 39 | 08/07/2019 | Swedish Open Båstad                                  | WTA 125      | 115 000 $        | Terre (ext.)    | Misaki Doi Natalia Vikhlyantseva          | Danka Kovinić Alexa Guarachi               | 7-5, 64-7, [10-7] | Tableau |
| 40 | 15/07/2019 | Bucharest Open Bucarest                              | Intern'l     | 226 750 $        | Terre (ext.)    | Viktória Kužmová Kristýna Plíšková        | Jaqueline Cristian Elena-Gabriela Ruse     | 6-4, 7-63         | Tableau |
| 41 | 15/07/2019 | Ladies Championships Lausanne Lausanne               | Intern'l     | 226 750 $        | Terre (ext.)    | Anastasia Potapova Yana Sizikova          | Monique Adamczak Han Xinyun                | 6-2, 6-4          | Tableau |
| 42 | 22/07/2019 | Baltic Open Jurmala                                  | Intern'l     | 226 750 € $      | Terre (ext.)    | Sharon Fichman Nina Stojanović            | Jeļena Ostapenko Galina Voskoboeva         | 2-6, 7-61, [10-6] | Tableau |
| 43 | 22/07/2019 | 30° Palermo Ladies Open Palerme                      | Intern'l     | 226 750 € $      | Terre (ext.)    | Cornelia Lister Renata Voráčová           | Ekaterine Gorgodze Arantxa Rus             | 7-62, 6-2         | Tableau |
| 44 | 29/07/2019 | Mubadala Silicon Valley Classic San José             | Premier      | 811 083 $        | Dur (ext.)      | Nicole Melichar Květa Peschke             | Shuko Aoyama Ena Shibahara                 | 6-4, 6-4          | Tableau |
| 45 | 29/07/2019 | Citi Open Washington D.C.                            | Intern'l     | 226 750 $        | Dur (ext.)      | Cori Gauff Catherine McNally              | Maria Sanchez Fanny Stollár                | 6-2, 6-2          | Tableau |
| 46 | 29/07/2019 | Liqui Moly Open Karlsruhe Karlsruhe                  | WTA 125      | 115 000 $        | Terre (ext.)    | Lara Arruabarrena Renata Voráčová         | Han Xinyun Yuan Yue                        | 62-7, 6-4, [10-4] | Tableau |
| 47 | 05/08/2019 | Rogers Cup presented by National Bank Toronto        | Premier 5    | 2 529 250 $      | Dur (ext.)      | Barbora Krejčíková Kateřina Siniaková     | Anna-Lena Grönefeld Demi Schuurs           | 7-5, 6-0          | Tableau |
| 48 | 12/08/2019 | Western & Southern Open Cincinnati                   | Premier 5    | 2 643 736 $      | Dur (ext.)      | Lucie Hradecká Andreja Klepač             | Anna-Lena Grönefeld Demi Schuurs           | 6-4, 6-1          | Tableau |
| 49 | 19/08/2019 | Bronx Open Bronx                                     | Intern'l     | 226 750 $        | Dur (ext.)      | Darija Jurak María José Sánchez           | Margarita Gasparyan Monica Niculescu       | 7-5, 2-6, [10-7]  | Tableau |
| 50 | 26/08/2019 | US Open Flushing Meadows                             | G. Chelem    | 6 496 000 $      | Dur (ext.)      | Elise Mertens Aryna Sabalenka             | Victoria Azarenka Ashleigh Barty           | 7-5, 7-5          | Tableau |
| 51 | 02/09/2019 | Oracle Challenger Series New Haven                   | WTA 125      | 115 000 $        | Dur (ext.)      | Anna Blinkova Oksana Kalashnikova         | Usue Maitane Arconada Jamie Loeb           | 6-2, 4-6, [10-4]  | Tableau |
| 52 | 09/09/2019 | Hana-cupid Japan Women's Open Hiroshima              | Intern'l     | 226 750 $        | Dur (ext.)      | Misaki Doi Nao Hibino                     | Christina McHale Valeria Savinykh          | 3-6, 6-4, [10-4]  | Tableau |
| 53 | 09/09/2019 | Jiangxi Open Nanchang                                | Intern'l     | 226 750 $        | Dur (ext.)      | Wang Xinyu Zhu Lin                        | Peng Shuai Zhang Shuai                     | 6-2, 7-65         | Tableau |
| 54 | 09/09/2019 | ICBC Credit Card Zhengzhou Open Zhengzhou            | Premier      | 934 900 $        | Dur (ext.)      | Nicole Melichar Květa Peschke             | Yanina Wickmayer Tamara Zidanšek           | 6-1, 7-61         | Tableau |
| 55 | 16/09/2019 | Toray Pan Pacific Open Osaka                         | Premier      | 757 900 $        | Dur (ext.)      | Chan Hao-ching Latisha Chan               | Hsieh Su-wei Hsieh Shu-ying                | 7-5, 7-5          | Tableau |
| 56 | 16/09/2019 | Guangzhou International Women's Open Guangzhou       | Intern'l     | 226 750 $        | Dur (ext.)      | Peng Shuai Laura Siegemund                | Alexa Guarachi Giuliana Olmos              | 6-2, 6-1          | Tableau |
| 57 | 16/09/2019 | KEB Hana Bank Korea Open Séoul                       | Intern'l     | 226 750 $        | Dur (ext.)      | Lara Arruabarrena Tatjana Maria           | Hayley Carter Luisa Stefani                | 7-67, 3-6, [10-7] | Tableau |
| 58 | 22/09/2019 | Dongfeng Motor Wuhan Open Wuhan                      | Premier 5    | 2 527 250 $      | Dur (ext.)      | Duan Ying-Ying Veronika Kudermetova       | Elise Mertens Aryna Sabalenka              | 7-63, 6-2         | Tableau |
| 59 | 23/09/2019 | Tashkent Open Tachkent                               | Intern'l     | 226 750 $        | Dur (ext.)      | Hayley Carter Luisa Stefani               | Dalila Jakupović Sabrina Santamaria        | 6-3, 7-64         | Tableau |
| 60 | 28/09/2019 | China Open Pékin                                     | PREMIER*     | 7 430 905 $      | Dur (ext.)      | Sofia Kenin Bethanie Mattek-Sands         | Jeļena Ostapenko Dayana Yastremska         | 6-3, 65-7, [10-7] | Tableau |
| 61 | 07/10/2019 | Upper Austria Ladies Linz Linz                       | Intern'l     | 226 750 $        | Dur (int.)      | Barbora Krejčíková Kateřina Siniaková     | Barbara Haas Xenia Knoll                   | 6-4, 6-3          | Tableau |
| 62 | 07/10/2019 | Tianjin Open Tianjin                                 | Intern'l     | 426 750 $        | Dur (ext.)      | Shuko Aoyama Ena Shibahara                | Nao Hibino Miyu Kato                       | 6-3, 7-5          | Tableau |
| 63 | 14/10/2019 | VTB Kremlin Cup Moscou                               | Premier      | 966 900 $        | Dur (int.)      | Shuko Aoyama Ena Shibahara                | Kirsten Flipkens Bethanie Mattek-Sands     | 6-2, 6-1          | Tableau |
| 64 | 14/10/2019 | BGL BNP Paribas Luxembourg Open Luxembourg           | Intern'l     | 226 750 $        | Dur (int.)      | Cori Gauff Catherine McNally              | Kaitlyn Christian Alexa Guarachi           | 6-2, 6-2          | Tableau |
| 65 | 22/10/2019 | Hengqin Life WTA Elite Trophy Zhuhai                 | Elite Trophy | 2 419 844 $      | Dur (int.)      | Lyudmyla Kichenok Andreja Klepač          | Duan Ying-Ying Yang Zhaoxuan               | 6-3, 6-3          | Tableau |
| 66 | 27/10/2019 | Shiseido WTA Finals Shenzhen Shenzhen                | Masters      | 14 000 000 $     | Dur (int.)      | Tímea Babos Kristina Mladenovic           | Hsieh Su-wei Barbora Strýcová              | 6-1, 6-3          | Tableau |
| 67 | 11/11/2019 | Taipei OEC Open Taipei                               | WTA 125      | 115 000 $        | Moquette (int.) | Lee Ya-hsuan Wu Fang-hsien                | Dalila Jakupović Danka Kovinić             | 4-6, 6-4, [10-7]  | Tableau |
| 68 | 11/11/2019 | Oracle Challenger Series Houston                     | WTA 125      | 150 000 $        | Dur (ext.)      | Ellen Perez Luisa Stefani                 | Sharon Fichman Ena Shibahara               | 1-6, 6-4, [10-5]  | Tableau |
| 69 | 16/12/2019 | Open BLS de Limoges Limoges                          | WTA 125      | 115 000 $        | Dur (int.)      | Georgina García Pérez Sara Sorribes Tormo | Ekaterina Alexandrova Oksana Kalashnikova  | 6-2, 7-63         | Tableau |

### Double mixte
| No | Date       | Nom et lieu du tournoi           | Catégorie | Dotation        | Surface      | Vainqueures                        | Finalistes                        | Score        |         |
| -- | ---------- | -------------------------------- | --------- | --------------- | ------------ | ---------------------------------- | --------------------------------- | ------------ | ------- |
| 1  | 29/12/2018 | Mastercard Hopman Cup XXXI Perth | ITF       | 1 000 000 AU$ $ | Dur (int.)   | Belinda Bencic Roger Federer       | Angelique Kerber Alexander Zverev | 2 matchs à 1 | Tableau |
| 2  | 14/01/2019 | Australian Open Melbourne        | G. Chelem | 500 000 AU$ $   | Dur (ext.)   | Barbora Krejčíková Rajeev Ram      | Astra Sharma John-Patrick Smith   | 7-63, 6-1    | Tableau |
| 3  | 26/05/2019 | Roland-Garros Paris              | G. Chelem | 475 000 € $     | Terre (ext.) | Latisha Chan Ivan Dodig            | Gabriela Dabrowski Mate Pavić     | 6-1, 7-65    | Tableau |
| 4  | 01/07/2019 | The Championships Wimbledon      | G. Chelem | 430 000 £ $     | Gazon (ext.) | Latisha Chan Ivan Dodig            | Jeļena Ostapenko Robert Lindstedt | 6-2, 6-3     | Tableau |
| 5  | 26/08/2019 | US Open Flushing Meadows         | G. Chelem | 577 500 $ $     | Dur (ext.)   | Bethanie Mattek-Sands Jamie Murray | Chan Hao-ching Michael Venus      | 6-2, 6-3     | Tableau |

## Fed Cup
| | Australie | 2                                     | - | 3 | France |  |  |
| --- | --------- | ------------------------------------- | - | - | ------ |  |  |
| RAC Arena, Perth, Australie |           |                                       |   |   |        |  |  |
| du 9 au 10 novembre 2019 sur dur (ext.) |           |                                       |   |   |        |  |  |
| \| 1 \| \| Ajla Tomljanović \| 1 \| 1 \| \| \| \| \| 1 \| \| Kristina Mladenovic \| 6 \| 6 \| \| \| \| \| 2 \| \| Ashleigh Barty \| 6 \| 6 \| \| \| \| \| 2 \| \| Caroline Garcia \| 0 \| 0 \| \| \| \| \| 3 \| \| Ashleigh Barty \| 6 \| 4 \| 61 \| \| \| \| 3 \| \| Kristina Mladenovic \| 2 \| 6 \| 7 \| \| \| \| \| \| \| \| \| \| \| \| \| 4 \| \| Ajla Tomljanović \| 6 \| 7 \| \| \| \| \| 4 \| \| Pauline Parmentier \| 4 \| 5 \| \| \| \| \| \| \| \| \| \| \| \| \| \| 5 \| \| Ashleigh Barty - Samantha Stosur \| 4 \| 3 \| \| \| \| \| 5 \| \| Caroline Garcia - Kristina Mladenovic \| 6 \| 6 \| \| \| \| \| \| \| \| \| \| \| \| \| |           |                                       |   |   |        |  |  |
| 1 |           | Ajla Tomljanović                      | 1 | 1 |        |  |  |
| 1 |           | Kristina Mladenovic                   | 6 | 6 |        |  |  |
| 2 |           | Ashleigh Barty                        | 6 | 6 |        |  |  |
| 2 |           | Caroline Garcia                       | 0 | 0 |        |  |  |
| 3 |           | Ashleigh Barty                        | 6 | 4 | 61     |  |  |
| 3 |           | Kristina Mladenovic                   | 2 | 6 | 7      |  |  |
| |           |                                       |   |   |        |  |  |
| 4 |           | Ajla Tomljanović                      | 6 | 7 |        |  |  |
| 4 |           | Pauline Parmentier                    | 4 | 5 |        |  |  |
| |           |                                       |   |   |        |  |  |
| 5 |           | Ashleigh Barty - Samantha Stosur      | 4 | 3 |        |  |  |
| 5 |           | Caroline Garcia - Kristina Mladenovic | 6 | 6 |        |  |  |
| |           |                                       |   |   |        |  |  |

| 1 |  | Ajla Tomljanović                      | 1 | 1 |    |  |  |
| 1 |  | Kristina Mladenovic                   | 6 | 6 |    |  |  |
| 2 |  | Ashleigh Barty                        | 6 | 6 |    |  |  |
| 2 |  | Caroline Garcia                       | 0 | 0 |    |  |  |
| 3 |  | Ashleigh Barty                        | 6 | 4 | 61 |  |  |
| 3 |  | Kristina Mladenovic                   | 2 | 6 | 7  |  |  |
|   |  |                                       |   |   |    |  |  |
| 4 |  | Ajla Tomljanović                      | 6 | 7 |    |  |  |
| 4 |  | Pauline Parmentier                    | 4 | 5 |    |  |  |
|   |  |                                       |   |   |    |  |  |
| 5 |  | Ashleigh Barty - Samantha Stosur      | 4 | 3 |    |  |  |
| 5 |  | Caroline Garcia - Kristina Mladenovic | 6 | 6 |    |  |  |
|   |  |                                       |   |   |    |  |  |

Source : Fiche détaillée de la rencontre sur le site de la Fed Cup.

## Informations statistiques

### En simple
| Joueuse               | Nombre | Titre(s)                                         |
| --------------------- | ------ | ------------------------------------------------ |
| Bianca Andreescu      | 4      | Newport Beach, Indian Wells II, Toronto, US Open |
| Ashleigh Barty        | 4      | Miami, Roland-Garros, Birmingham, Masters        |
| Karolína Plíšková     | 4      | Brisbane, Rome, Eastbourne, Zhengzhou            |
| Sofia Kenin           | 3      | Hobart, Majorque, Guangzhou                      |
| Naomi Osaka           | 3      | Open d'Australie, Osaka, Pékin                   |
| Aryna Sabalenka       | 3      | Shenzhen, Wuhan, Élite Trophy                    |
| Belinda Bencic        | 2      | Dubaï, Moscou                                    |
| Kiki Bertens          | 2      | Saint-Pétersbourg, Madrid                        |
| Madison Keys          | 2      | Charleston, Cincinnati                           |
| Petra Kvitová         | 2      | Sydney, Stuttgart                                |
| Rebecca Peterson      | 2      | Nanchang, Tianjin                                |
| Jil Teichmann         | 2      | Prague, Palerme                                  |
| Alison Van Uytvanck   | 2      | Budapest, Tachkent                               |
| Dayana Yastremska     | 2      | Hua Hin, Strasbourg                              |
| Zheng Saisai          | 2      | Anning, San José                                 |
| Ekaterina Alexandrova | 1      | Limoges                                          |
| Amanda Anisimova      | 1      | Bogota                                           |
| Anna Blinkova         | 1      | New Haven                                        |
| Vitalia Diatchenko    | 1      | Taipei                                           |
| Misaki Doi            | 1      | Bastad                                           |
| Fiona Ferro           | 1      | Lausanne                                         |
| Kirsten Flipkens      | 1      | Houston                                          |
| Caroline Garcia       | 1      | Nottingham                                       |
| Cori Gauff            | 1      | Linz                                             |
| Viktorija Golubic     | 1      | Indian Wells I                                   |
| Julia Görges          | 1      | Auckland                                         |
| Simona Halep          | 1      | Wimbledon                                        |
| Polona Hercog         | 1      | Lugano                                           |
| Nao Hibino            | 1      | Hiroshima                                        |
| Veronika Kudermetova  | 1      | Zapopan                                          |
| Magda Linette         | 1      | Bronx                                            |
| Patricia Maria Țig    | 1      | Karlsruhe                                        |
| Petra Martić          | 1      | Istanbul                                         |
| Elise Mertens         | 1      | Doha                                             |
| Karolína Muchová      | 1      | Séoul                                            |
| Garbiñe Muguruza      | 1      | Monterrey                                        |
| Jeļena Ostapenko      | 1      | Luxembourg                                       |
| Jessica Pegula        | 1      | Washington                                       |
| Yulia Putintseva      | 1      | Nuremberg                                        |
| Alison Riske          | 1      | Bois-le-Duc                                      |
| Elena Rybakina        | 1      | Bucarest                                         |
| María Sákkari         | 1      | Rabat                                            |
| Anastasija Sevastova  | 1      | Jurmala                                          |
| Wang Yafan            | 1      | Acapulco                                         |
| Tamara Zidanšek       | 1      | Bol                                              |

| Joueuse              | Début de carrière | Premier tournoi |
| -------------------- | ----------------- | --------------- |
| Amanda Anisimova     | 2017              | Bogota          |
| Bianca Andreescu     | 2016              | Newport Beach   |
| Anna Blinkova        | 2016              | New Haven       |
| Fiona Ferro          | 2013              | Lausanne        |
| Cori Gauff           | 2019              | Linz            |
| Sofia Kenin          | 2017              | Hobart          |
| Veronika Kudermetova | 2012              | Zapopan         |
| Karolína Muchová     | 2014              | Séoul           |
| Jessica Pegula       | 2012              | Washington      |
| Rebecca Peterson     | 2013              | Nanchang        |
| Yulia Putintseva     | 2010              | Nuremberg       |
| Elena Rybakina       | 2017              | Bucarest        |
| María Sákkari        | 2011              | Rabat           |
| Jil Teichmann        | 2014              | Prague          |
| Patricia Maria Țig   | 2011              | Karlsruhe       |
| Wang Yafan           | 2012              | Acapulco        |

#### Titres par surface et par nation
| Pays               | Total | Nombre par surface | Nombre par surface | Nombre par surface | Titre(s)                                                                                   |
| Pays               | Total | Dur                | Terre              | Gazon              | Titre(s)                                                                                   |
| ------------------ | ----- | ------------------ | ------------------ | ------------------ | ------------------------------------------------------------------------------------------ |
| États-Unis         | 10    | 5                  | 2                  | 2                  | Hobart, Charleston, Bogota, Bois-le-Duc, Majorque, Washington, Cincinnati, Guangzhou, Linz |
| République tchèque | 7     | 4                  | 2                  | 1                  | Brisbane, Sydney, Stuttgart, Rome, Eastbourne, Zhengzhou, Séoul                            |
| Japon              | 5     | 4                  | 1                  | 0                  | Open d'Australie, Bastad, Hiroshima, Osaka, Pékin                                          |
| Suisse             | 5     | 3                  | 2                  | 0                  | Dubaï, Indian Wells I, Prague, Palerme, Moscou                                             |
| Australie          | 4     | 2                  | 1                  | 1                  | Miami, Roland-Garros, Birmingham, Masters                                                  |
| Belgique           | 4     | 4                  | 0                  | 0                  | Doha, Budapest, Tachkent, Houston                                                          |
| Canada             | 4     | 4                  | 0                  | 0                  | Newport Beach, Indian Wells II, Toronto, US Open                                           |
| Russie             | 4     | 4                  | 0                  | 0                  | Zapopan, New Haven, Taipei, Limoges                                                        |
| Chine              | 3     | 2                  | 1                  | 0                  | Acapulco, Anning, San José                                                                 |
| Biélorussie        | 2     | 2                  | 0                  | 0                  | Shenzhen, Wuhan                                                                            |
| France             | 2     | 0                  | 1                  | 1                  | Nottingham, Lausanne                                                                       |
| Kazakhstan         | 2     | 0                  | 2                  | 0                  | Nuremberg, Bucarest                                                                        |
| Lettonie           | 2     | 1                  | 1                  | 0                  | Jurmala, Luxembourg                                                                        |
| Pays-Bas           | 2     | 1                  | 1                  | 0                  | Saint-Pétersbourg, Madrid                                                                  |
| Roumanie           | 2     | 0                  | 1                  | 1                  | Wimbledon, Karlsruhe                                                                       |
| Slovénie           | 2     | 0                  | 2                  | 0                  | Lugano, Bol                                                                                |
| Suède              | 2     | 2                  | 0                  | 0                  | Nanchang, Tianjin                                                                          |
| Ukraine            | 2     | 1                  | 1                  | 0                  | Hua Hin, Strasbourg                                                                        |
| Allemagne          | 1     | 1                  | 0                  | 0                  | Auckland                                                                                   |
| Croatie            | 1     | 0                  | 1                  | 0                  | Istanbul                                                                                   |
| Espagne            | 1     | 1                  | 0                  | 0                  | Monterrey                                                                                  |
| Grèce              | 1     | 0                  | 1                  | 0                  | Rabat                                                                                      |
| Pologne            | 1     | 1                  | 0                  | 0                  | Bronx                                                                                      |

### En double
| Joueuse                     | Nombre | Titres                               |
| --------------------------- | ------ | ------------------------------------ |
| Chan Hao-ching              | 4      | Hobart, Doha, Eastbourne, Osaka      |
| Latisha Chan                | 4      | Hobart, Doha, Eastbourne, Osaka      |
| Hsieh Su-wei                | 4      | Dubaï, Madrid, Birmingham, Wimbledon |
| Barbora Strýcová            | 4      | Dubaï, Madrid, Birmingham, Wimbledon |
| Tímea Babos                 | 3      | Istanbul, Roland-Garros, Masters     |
| Nicole Melichar             | 3      | Brisbane, San José, Zhengzhou        |
| Elise Mertens               | 3      | Indian Wells II, Miami, US Open      |
| Kristina Mladenovic         | 3      | Istanbul, Roland-Garros, Masters     |
| Peng Shuai                  | 3      | Shenzhen, Anning, Guangzhou          |
| Květa Peschke               | 3      | Brisbane, San José, Zhengzhou        |
| Aryna Sabalenka             | 3      | Indian Wells II, Miami, US Open      |
| Lara Arruabarrena           | 2      | Karlsruhe, Séoul                     |
| Shuko Aoyama                | 2      | Tianjin, Moscou                      |
| Victoria Azarenka           | 2      | Acapulco, Rome                       |
| Hayley Carter               | 2      | Newport Beach, Tachkent              |
| Misaki Doi                  | 2      | Bastad, Hiroshima                    |
| Cori Gauff                  | 2      | Washington, Luxembourg               |
| Sofia Kenin                 | 2      | Auckland, Pékin                      |
| Andreja Klepač              | 2      | Cincinnati, Zhuhai                   |
| Aleksandra Krunić           | 2      | Sydney, Bois-le-Duc                  |
| Viktória Kužmová            | 2      | Prague, Bucarest                     |
| María José Martínez Sánchez | 2      | Rabat, Bronx                         |
| Catherine McNally           | 2      | Washington, Luxembourg               |
| Ellen Perez                 | 2      | Strasbourg, Houston                  |
| Kristýna Plíšková           | 2      | Indian Wells I, Bucarest             |
| Ena Shibahara               | 2      | Tianjin, Moscou                      |
| Kateřina Siniaková          | 2      | Sydney, Toronto                      |
| Sara Sorribes Tormo         | 2      | Rabat, Limoges                       |
| Luisa Stefani               | 2      | Tachkent, Houston                    |
| Renata Voráčová             | 2      | Palerme, Karlsruhe                   |
| Yang Zhaoxuan               | 2      | Shenzhen, Anning                     |

| Joueuse               | Début de carrière | Premier tournoi |
| --------------------- | ----------------- | --------------- |
| Ekaterina Alexandrova | 2012              | Budapest        |
| Eugenie Bouchard      | 2009              | Auckland        |
| Hayley Carter         | 2011              | Newport Beach   |
| Anna-Lena Friedsam    | 2011              | Stuttgart       |
| Cori Gauff            | 2019              | Washington      |
| Zoe Hives             | 2014              | Bogota          |
| Anna Kalinskaya       | 2015              | Prague          |
| Sofia Kenin           | 2017              | Auckland        |
| Viktória Kužmová      | 2014              | Prague          |
| Cornelia Lister       | 2012              | Palerme         |
| Catherine McNally     | 2017              | Washington      |
| Giuliana Olmos        | 2015              | Nottingham      |
| Ellen Perez           | 2016              | Strasbourg      |
| Evgeniya Rodina       | 2004              | Indian Wells I  |
| Astra Sharma          | 2017              | Bogota          |
| Ena Shibahara         | 2015              | Newport Beach   |
| Luisa Stefani         | 2015              | Tachkent        |
| Nina Stojanović       | 2014              | Jurmala         |
| Yana Sizikova         | 2018              | Lausanne        |
| Natalia Vikhlyantseva | 2013              | Bastad          |
| Wang Xinyu            | 2017              | Nanchang        |
| Wu Fang-hsien         | 2018              | Taipei          |

#### Titres par nation
| Pays               | Nombre | Titre(s) |
| ------------------ | ------ | --- |
| République tchèque | 14     | Brisbane, Sydney, Dubaï, Indian Wells I, Madrid, Birmingham, Wimbledon, Bucarest, Palerme, Karlsruhe, San José, Toronto, Cincinnati, Zhengzhou |
| États-Unis         | 12     | Brisbane, Auckland, Newport Beach, Zapopan, Monterrey, Nottingham, Washington, San José, Zhengzhou, Tachkent, Pékin, Luxembourg                |
| Taipei chinois     | 9      | Hobart, Doha, Dubaï, Madrid, Birmingham, Eastbourne, Wimbledon, Osaka, Taipei                                                                  |
| Chine              | 8      | Shenzhen, Open d'Australie, Acapulco, Anning, Nuremberg, Nanchang, Guangzhou, Wuhan                                                            |
| Russie             | 8      | Saint-Pétersbourg, Budapest, Indian Wells I, Prague, Bastad, Lausanne, New Haven, Wuhan                                                        |
| Australie          | 5      | Open d'Australie, Bogota, Rome, Strasbourg, Houston                                                                                            |
| Biélorussie        | 5      | Acapulco, Indian Wells II, Miami, Rome, US Open                                                                                                |
| Espagne            | 5      | Rabat, Karlsruhe, Bronx, Séoul, Limoges |
| Japon              | 5      | Bois-le-Duc, Bastad, Hiroshima, Tianjin, Moscou                                                                                                |
| Allemagne          | 4      | Charleston, Stuttgart, Guangzhou, Séoul |
| Belgique           | 4      | Indian Wells II, Miami, Majorque, US Open |
| Hongrie            | 4      | Zapopan, Istanbul, Roland-Garros, Masters |
| Canada             | 3      | Auckland, Nuremberg, Jurmala |
| France             | 3      | Istanbul, Roland-Garros, Masters |
| Serbie             | 3      | Sydney, Bois-le-Duc, Jurmala |
| Brésil             | 2      | Tachkent, Houston |
| Roumanie           | 2      | Hua Hin, Lugano |
| Slovaquie          | 2      | Prague, Bucarest |
| Suède              | 2      | Majorque, Palerme |
| Croatie            | 1      | Bronx |
| Géorgie            | 1      | New Haven |
| Luxembourg         | 1      | Bol |
| Mexique            | 1      | Nottingham |
| Pologne            | 1      | Charleston |
| Slovénie           | 1      | Cincinnati |
| Suisse             | 1      | Bol |

Note : Un titre remporté par une paire du même pays ne compte que pour un titre.

### Retraits du circuit
- Julia Boserup[11]
- Dominika Cibulková[12]
- Julia Glushko[13]
- Anna-Lena Grönefeld[14]
- Mariana Duque Mariño[15]
- María José Martínez Sánchez[16]
- Arantxa Parra Santonja[11]
- Lucie Šafářová[17]
- Aleksandra Wozniak[18]